# 凱文·約德
凱文·約德（Kevin Wayne Yoder，；1976年1月8日—）是一位美國政治人物，黨籍是共和黨。自2011年開始，他出任堪薩斯州第三選舉區選出的美國眾議員。他在2003年至2011年期間曾經擔任堪薩斯州第20選區的堪薩斯州州議會議員。約德和他的妻子及女兒居住在歐弗蘭帕克。約德出生並成長在堪薩斯州，他的家庭擁有北愛爾蘭、德國和英格蘭血統。